# غلاديس ماري هارتمان
السيدة غلاديس ماري هارتمان (22 يونيو 1920 - 29 أغسطس 1994) كانت مديرة ألعاب القوى البريطانية. كانت واحدة من أطول مديري الألعاب الرياضية خدمة والأكثر تأثيراً في ألعاب القوى البريطانية في القرن العشرين.
وينسب إلى مارا هارتمان اندماج الرياضيات البريطانيات بعد الحرب العالمية الثانية في المنافسة الكاملة والمساواة مع نظيراتهن من الرجال. وكانت لمدة ثلاثة عشر عاما رئيسة لجنة المرأة في الاتحاد الدولي لألعاب القوى للهواة. كما كانت أول امرأة تعمل كرئيسة لرابطة الهواة الرياضية في إنجلترا، من عام 1991 إلى عام 1994.

## النشأة
ولدت هارتمان في كلافام في لندن. وكان والدها سويسري غادر سويسرا للعمل في لندن حيث وجد منصب كمتعهد.  امتلكت ماريا قدرة طبيعية كعداء وفي أوائل الثلاثينات كانت عضو في نادي سبارتان للسيدات الرياضي كانت تمثل ناديها ومقاطعتها في ساري. غادرت المنزل في سن مبكرة للإقامة في كلافام في جنوب لندن لندن والعمل في مصنعي الورق بووتر كمسؤولة عن الموارد البشرية. وانتهت أي فرص في أن هارتمان ستصبح رياضية دولية ببداية الحرب التي خدمت خلالها في قسم الرعاية الاجتماعية في لندن.

## مسؤولة رياضة بارزة
كانت مارا هارتمان واحدة من النساء القلائل إلى جانب دوروثي نيلسون نيل وفيرا سيرل، التي وصلت إلى مناصب عليا في عالم ألعاب القوى البريطانية بعد الحرب الذي يهيمن عليه الذكور. بدأت في عام 1945 كأمينة خزانة للسيدات المتقشفات وفي أوائل عام 1950، عندما تبلغ من العمر 29 عامًا أنتخبت لأمانة خزانة لعضوية الهيئة الوطنية الحاكمة. عينت مديرة فريق للسيدات البريطانيات لدورة الألعاب الأولمبية في ملبورن عام 1956 حيث شغلت هذا المنصب حتى عام 1978، وهي الفترة التي شملت خمس ألعاب أولمبية ومجموعة من الاجتماعات الهامة الأخرى بما في ذلك البطولات الأوروبية وألعاب الكومنولث. في 1950 كان ألعاب القوى الإناث قليلة أو معدومة الذكر في وسائل الإعلام، ويرجع الفضل هارتمان أنها تمكنت من تأمين صفقات رعاية مع عدد من الشركات المصنعة للعلامات التجارية المعروفة، بما في ذلك منتجات يونيليفر بوفريل وصنسيلك.
كانت هارتمان مصرة على المساواة بين الرياضيين، بحجة مشاركة النساء في مجموعة من الأحداث التي كانت قد حرمت منهن من قبل، ونجحت في التنقل في عالم الرجعية في بعض الأحيان لألعاب القوى للهواة البريطانيين بمهارة ومؤانسة. في السنوات الأخيرة رأى بعض الرياضيين لها كشخصية محافظة، وفي أواخر 1970 كانت هي وزميله مدير الرياضة آرثر غولد موضوع بعض الانتقادات الشرسة من أقسام الصحافة التي تستعد من قبل عناصر داخل ألعاب القوى البريطانية.  هو كان أساسا الحارسة جديدة ضد القديمة، واعتبر البعض هارتمان جزءًا من الحرس القديم الرجعي
كانت روح المشاركة التي روحها بيير دي كوبرتان مبدأ آمنت به هارتمان (لم تكن أبداً مسؤولة مدفوعة الأجر، تقوم بوظائفها داخل الرياضة بصفة فخرية دون أجر)، ولكن بمجرد أن أدركت أن الاحتراف لن يزول، دافعت عن المساواة للرياضيات في عصر الاحتراف. في سنوات شبابها كانت مناسبة تماما لدورها كمديرة للفريق، حيث كان عليها في كثير من الأحيان أن تطمئن الرياضيين الدوليين موتر بعصبية. ارتبطت ارتباطا وثيقا بالانتصارات التاريخية لماري راند وآن باكر في أولمبياد طوكيو عام 1964. بعد أن شخص إصابة ليليان بورد، الحاصلة على الميدالية الفضية في سباق 400 متر في أولمبياد المكسيك عام 1968، بسرطان عضال، كانت هارتمان مع المجلس في ميونيخ قبل وقت قصير من وفاتها في عام 1970. 
أنتخبت هارتمان رئيسة للجنة المرأة في الاتحاد الدولي لألعاب القوى في عام 1968، وهو المنصب الذي كانت تولته حتى عام 1981. وكسكرتيرة فخرية لـ «المرأة» قامت بحملة ضد استخدام المنشطات والعقاقير المعززة للأداء، وكانت عضواً مؤسساً في اللجنة الفرعية المعنية بتعاطي المخدرات منذ عام 1968. عندما تلقت إدارة ألعاب القوى البريطانية إصلاحًا تشتد الحاجة إليه في عام 1991، أصبح هارتمان رئيسًا للاتحاد البريطاني لألعاب القوى.
لم تتزوج أو أنجبت أطفالاً  ابن أخيها هو الممثل دوغلاس فيلدينغ.

## مرتبة الشرف
عُينت في MBE ثم تقدمت لاحقًا إلى CBE، وهي جوائز من بلدها. في عام 1993 حصلت على جائزة الأمير تشيتشيبو لتأثيرها على ألعاب القوى النسائية في اليابان. ثم حصلت على لقب سيدة قائد وسام الإمبراطورية البريطانية في قائمة الشرف للعام الجديد لعام 1994 ؛ توفيت بعد ثمانية أشهر لأسباب غير معروفة.

## المناصب التي تقلدها
من بين مناصبها الرسمية:
- أمين صندوق فخري ورابطة هواة ألعاب القوى النسائية 1950-60
- مع مرتبة الشرف أمين، رابطة هواة ألعاب القوى النسائية، 1960-1991 ؛ نائب الرئيس 1980-1991
- مديرة الفريق الإنجليزي والفريق البريطاني لألعاب القوى للسيدات، 1956-1979
- عضو لجنة المرأة في الاتحاد الدولي لألعاب القوى 1958 - 94 ، رئيسة، 1968-1981
- أمين صندوق فخري، المجلس البريطاني لألعاب القوى للهواة، 1972-1984 ، رئيسة المجلس 1989-1991
- رئيس الرابطة الرياضية للهواة في إنجلترا، 1991-1994
- رئيس الاتحاد البريطاني لألعاب القوى 1991-1994